# Marcus Skinnar
Marcus Leonard Skinnar, född 3 juni 1974 i Malung, är en svensk entreprenör som via sitt bolag Skinnar Advisory äger flera bolag både inom Sverige och internationellt. Han är också en av initiativtagarna till ett stort marint naturreservat i Somaliland och tillika en av medgrundarna till stiftelsen Oceans30.org som är under bildande.

## Biografi
Efter ekonomexamen vid Lunds universitet fick han som Ikeas inköpschef i Qingdao en inblick i kinesisk stenhandel, och etablerade Edurus som är marknadsledande inom gravstensförsäljning i Sverige. Skinnar anses också vara den som först tog in stora mängder sten från ett lågkostnadsland till Sverige och på så sätt bidrog till kraftigt minskade materialkostnader för stora projekt som Södra länken och Kista Science Tower. Mellan 1998 och 2011 bodde han i Kina, han talar en del kinesiska och har också kvar en del av sin verksamhet i där.
2013 mäklade Skinnar affären mellan RNB och den kinesiske miljardären Hordan Wu. Han var sedan ansvarig för carve-out-processen från RNB som tillförordnad VD för JC:s 120 butiker och 1000 anställda.
Skinnar är också delägare och styrelseledamot i Fenix Healthcare, specialister på skyddsutrustning och bland annat en stor leverantör till schweiziska armén. Bolaget omsätter cirka 130 miljoner. Han är även investerare och styrelseordförande Bonzun, ett svenskt företag med stöd från både Världshälsoorganisationen och Unicef. Bonzun hjälper gravida kvinnor att få tillgång till information som tidigare inte var tillgänglig online. Huvudfokus är graviditetsinformation till det kinesiska folket.

## Filantropi
Med sina fabriker i Kina har Skinnar satsat på arbetsmiljö och var en av de som tidigast utbildade och skyddade arbetare i Kina mot silikos.
Under sina resor till Afrika fick Skinnar höra talas om att Somaliland hade stora problem med att utländska flottor dammsuger afrikansk kustvatten på värdefull fisk. Tillsammans med några miljöintresserade entreprenörer tog han initiativ till ett marint naturreservat för att rädda fisket i området. Skinnar och ett par svenska företagare såg till att det önskade reservatet blev verklighet. I tre områden med en sammanlagd yta på 24 500 km² har fiske nu helt eller delvis förbjudits. SVT dokumenterade detta projekt i programmet Rädda Haven.
Skinnar är också en av initiativtagarna till stiftelsen Oceans30.org som är under bildande, för att bidra till FN:s globala mål 14 (liv under vatten), som syftar till att bevara och hållbart använda våra hav och marina resurser.